# Hörsne kyrka
Hörsne kyrka är en kyrkobyggnad på Gotland som tillhör Dalhems församling i Visby stift. Kyrkan ligger i Hörsne vid norra sidan om Gothemsån.

## Kyrkobyggnaden
Den medeltida stenkyrkan består av ett tvåskeppigt, rektangulärt långhus med smalare rakt avslutat kor, torn i väster samt sakristia i norr. Tornet, uppfört under 1200-talets förra hälft, är bevarat från en tidigare romansk kyrka med absidkor. Vid 1200-talets slut uppfördes nuvarande kor och sakristia. Långhuset tillkom under 1300-talets förra hälft. Tornet är försett med rundbågiga ljudgluggar, medan långhus och kor har spetsbågefönster. Långhusets sydportal, med berättande reliefer, hör till Gotlands mest intressanta; den anses vara utförd vid den anonyme stenmästaren Egypticus verkstad under 1300-talet. En slank mittkolonn bär upp långhusets fyra valv. Spetsbågiga muröppningar sammanbinder långhus med tornkammare och kor. Vid arkitekt Arne Philips restaurering 1979–1980 framtogs medeltida kalkmålningar i långhus av Egypticusmålaren (1300-talet) och kor av Passionsmästaren (1400-talet). I korets södra fönster samt långhusfönstret finns bevarade rester av medeltida glasmålningar, troligen från 1300-talet. Östfönstret har modernare glasmålningar från 1906. Kyrkan restaurerades 1937 efter förslag av arkitekt Erik Fant.

## Inventarier
- Predikstolen tillverkades 1688 av Jochim Sterling.
- Ett triumfkrucifix från 1440-talet hänger på norra långhusväggen. Korset tillkom senare.
- Altaruppsatsen har träskulpturer från 1300-talet. Omramningen tillkom 1701.
- Dopfunten från 1730 är av ek.
- Bänkinredningen är från 1600-talet och 1700-talet.

### Orgel
- 1944 byggde Åkerman & Lund, Sundbyberg, en orgel med 7 stämmor.
- Nuvarande orgel tillkom 1981 och är tillverkad av Johannes Menzel Orgelbyggeri i Härnösand. Orgeln är mekanisk.

| Manual             | Pedal      | Koppel  |
| Trägedackt 8’ B/D  | Subbas 16’ | Man/Ped |
| Fugara 8’ B/D      |            |         |
| Principal 4' B/D   |            |         |
| Koppelflöjt 4’ B/D |            |         |
| Oktava 2' B/D      |            |         |
| Ters 4⁄5’ B/D      |            |         |
| Cymbel 2 chor      |            |         |

## Omgivning
- Kyrkogården i Hörsne har utvidgats flera gånger, dess ursprungliga sträckning är bevarad i öster och väster.
- Norr om kyrkan finns en stenbyggnad i två våningar och ett sockenmagasin som troligen är från 1800-talets början.
- Vid en grävning 1924 påträffades grunden till vad som troligtvis varit ett medeltida murat torn (kastal).

## Bildgalleri

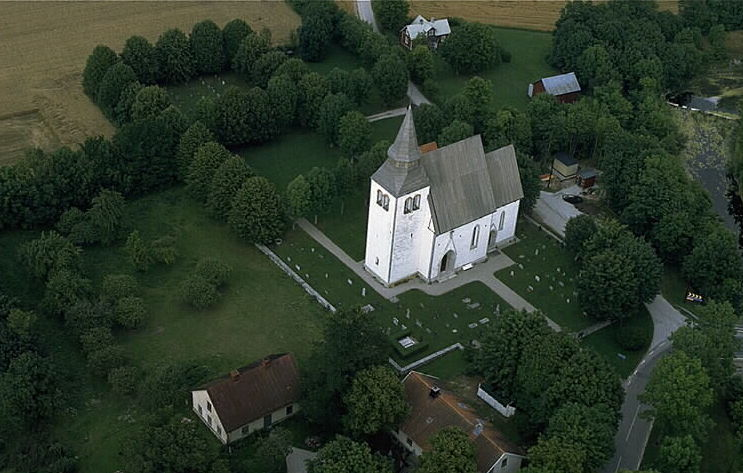
Kyrkan och kyrkogården
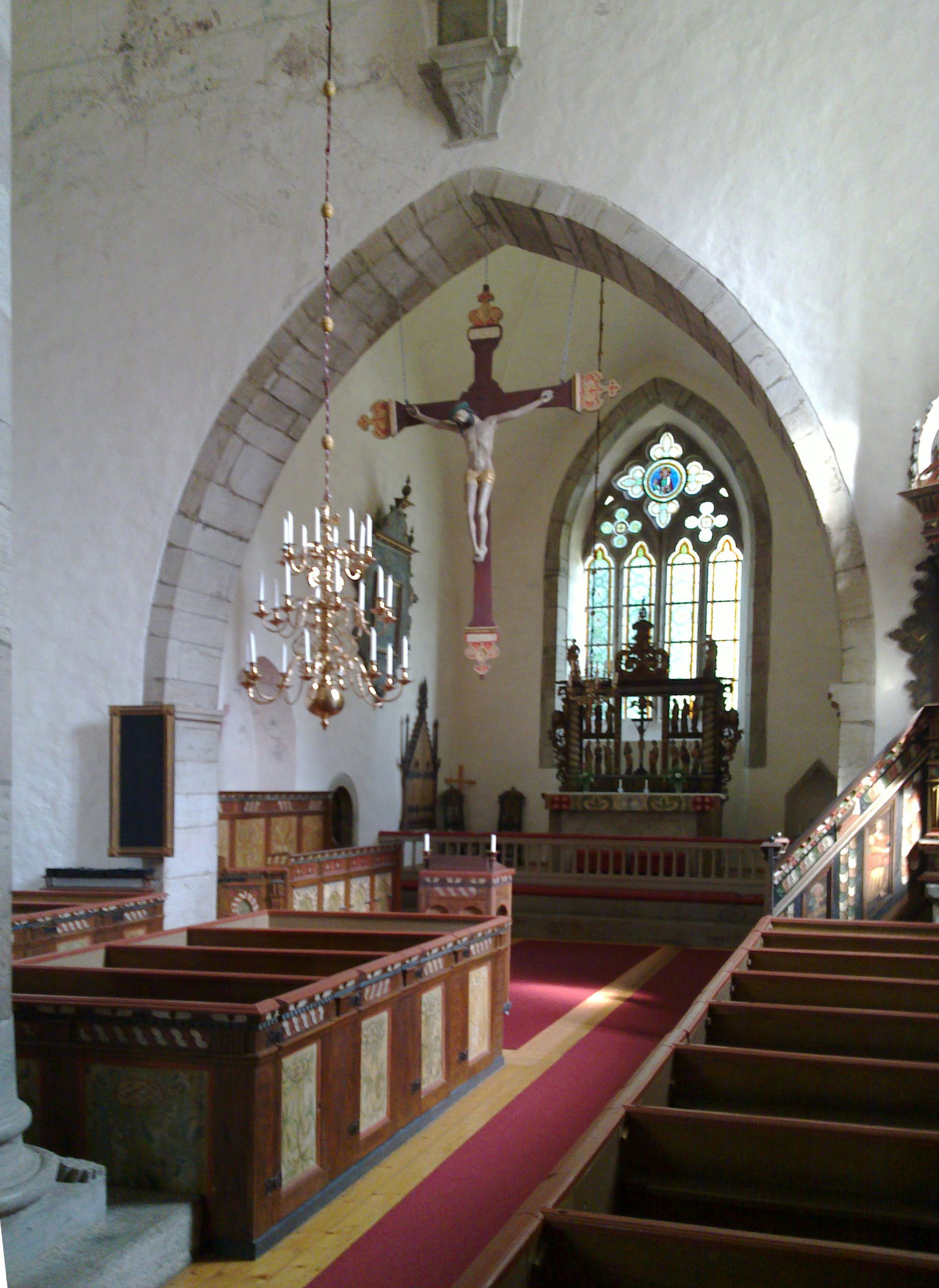
Interiör
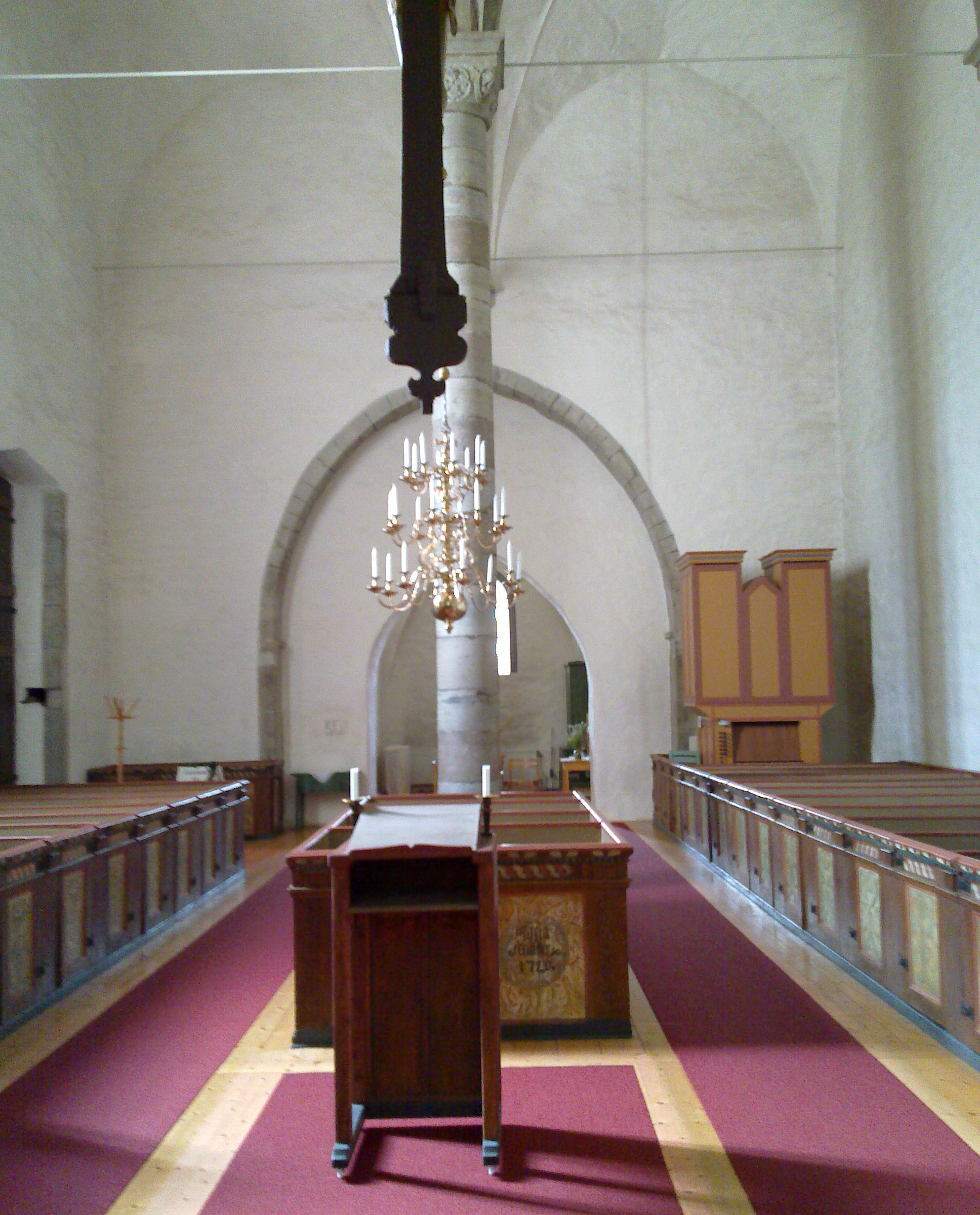
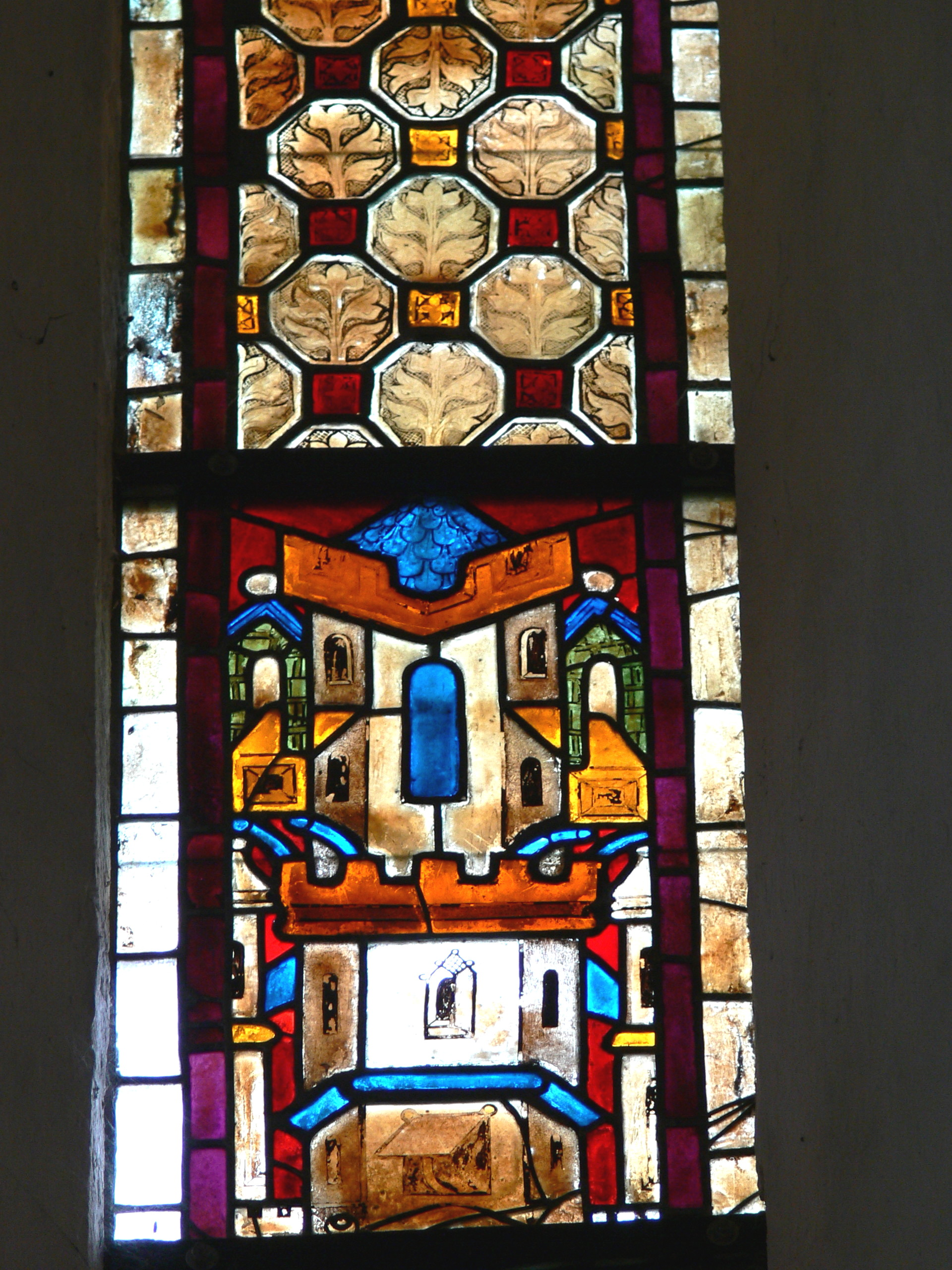
Glasmålning
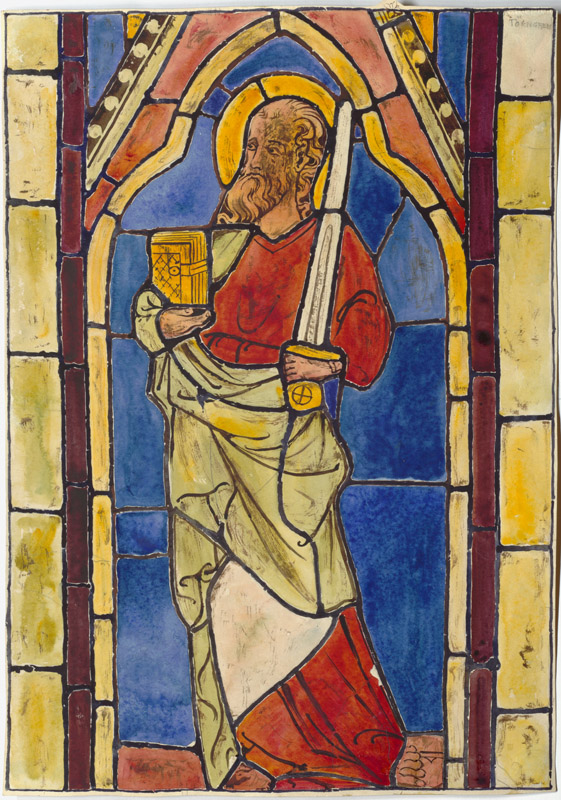
Paulus. Akvarell från glasmålning
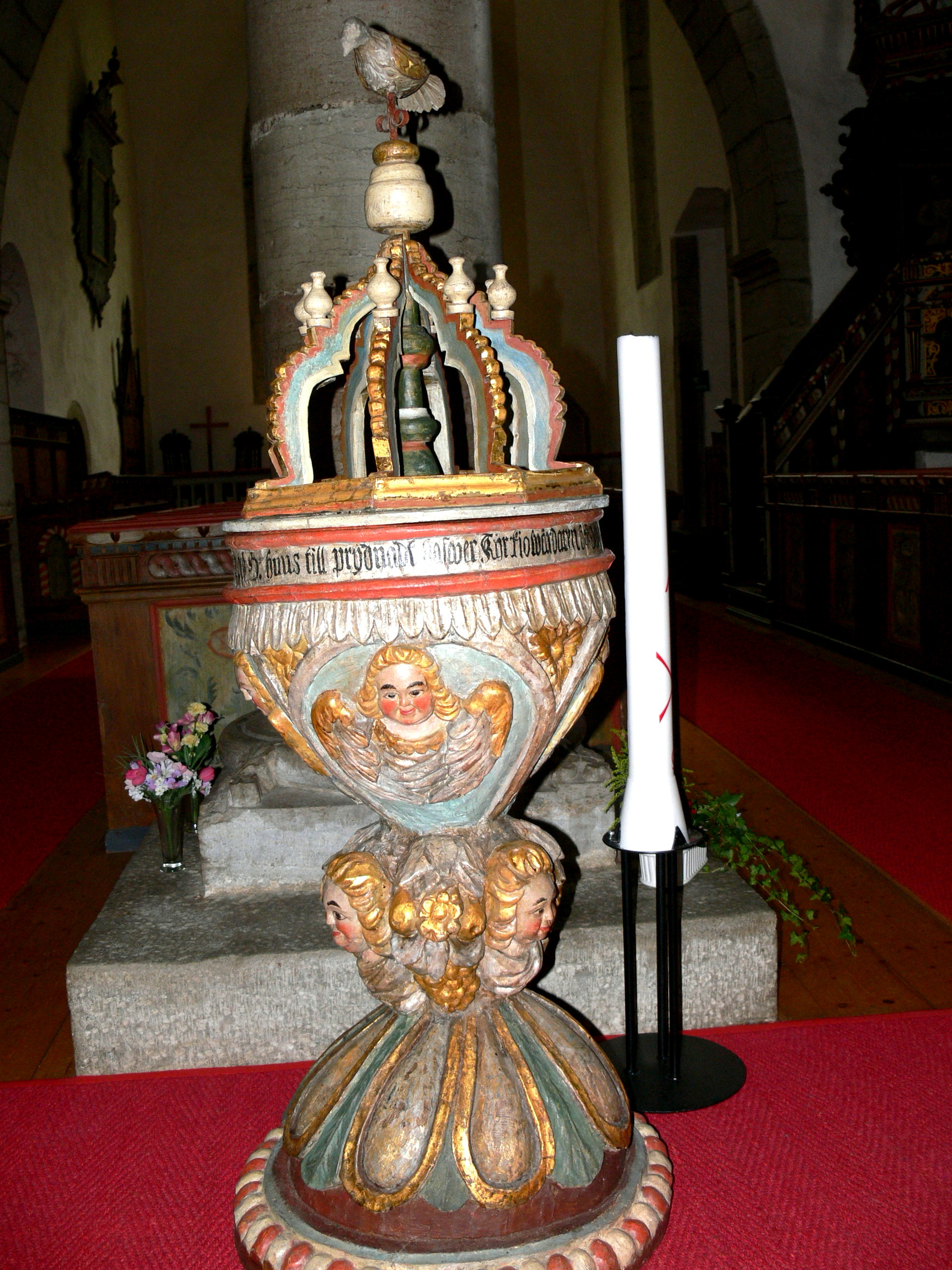
Dopfunten